# Ахая
Аха́я (грец. Αχαΐα), також Аха́йа, Аха́йя, Ахе́я — ном в Греції, розташований в периферії Західної Греції.
Столиця — Патри, серед інших значних міст Егіо, Калаврита. 961 року зведено православний монастир Ая-Лавра, в якому 25 березня 1821 року митрополит Германос благословив повстанців Пелопоннесу на боротьбу за незалежність Греції.

## Історія
- Ахейське князівство
- Ахейський союз
- Ахая (римська провінція)

## Муніципалітети і комуни
| Муніципалітет | YPES код | Місцева влада (якщо відрізняється) | Вперше заснований | Заснований наново |
| ------------- | -------- | ---------------------------------- | ----------------- | ----------------- |
| Егіра         | 0701     |                                    | -                 | -                 |
| Егіо          | 0702     |                                    | -                 | -                 |
| Акрата        | 0703     |                                    | -                 | 1997              |
| Ароанія       | 0704     | Псофіда                            | -                 | -                 |
| Діакопто      | 0706     |                                    | -                 | 1997              |
| Дімі          | 0707     | Като-Ахая                          | -                 | 1997              |
| Ерінеос       | 0708     | Камарес                            | -                 | 1994              |
| Фаррес        | 0722     | Халандрица                         | -                 | 1997              |
| Калаврита     | 0709     | Калаврита                          | -                 | 1997              |
| Ларіссос      | 0711     | Метохі                             | -                 | 1997              |
| Лефкасіо      | 0713     | Кліторія                           | -                 | 1997              |
| Мессатіда     | 0714     | Оврія                              | -                 | 1997              |
| Моврі         | 0715     | Сагіка                             | -                 | 1997              |
| Оленія        | 0723     | Лусіка                             | -                 | 1997              |
| Пеон          | 0716     | Дафні                              | -                 | 1997              |
| Параліа       | 0717     |                                    | -                 | -                 |
| Патри         | 0718     |                                    | 1830              | -                 |
| Ріо           | 0719     | Ріо                                | -                 | -                 |
| Сімполітія    | 0720     | Рододафні                          | -                 | -                 |
| Тритея        | 0721     | Ставродромі                        | 1830-1910-ті      | 1997              |
| Врахнаїка     | 0705     |                                    | -                 | -                 |
| Комуна        | YPES код | Місцева влада (якщо відрізняється) | Вперше заснована  | Заснована наново  |
| Калетзі       | 0710     | Айос-Георгіос                      | -                 | -                 |
| Леонтіо       | 0712     |                                    | -                 | -                 |

| Греція | Це незавершена стаття з географії Греції. Ви можете допомогти проєкту, виправивши або дописавши її. |